# Établissements Borel
 (octobre 2018).
Si vous disposez d'ouvrages ou d'articles de référence ou si vous connaissez des sites web de qualité traitant du thème abordé ici, merci de compléter l'article en donnant les références utiles à sa vérifiabilité et en les liant à la section « Notes et références ».
 (février 2024).

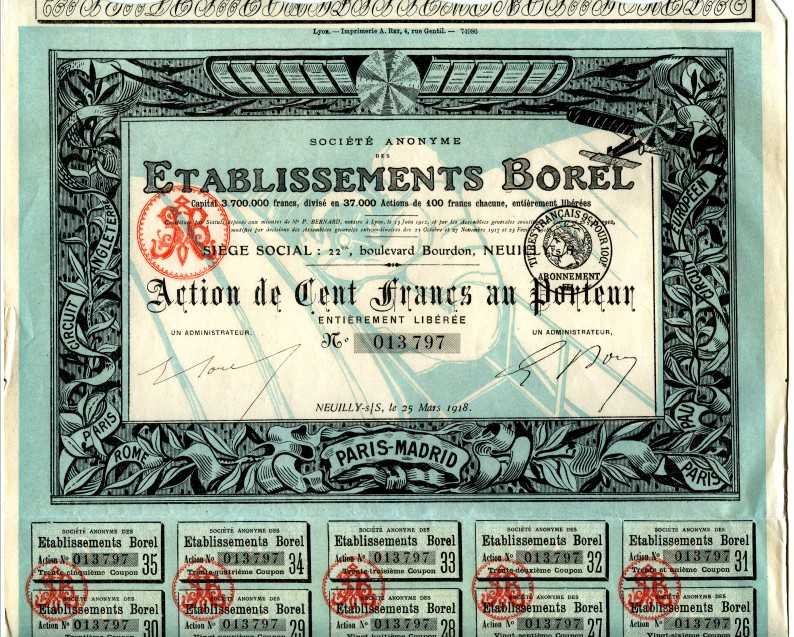
Action de la Société anonyme des Établissements Borel en date du 25 mars 1918.

Les Établissements Borel sont une société de construction aéronautique française fondée en 1909 par Gabriel Borel.

## Historique

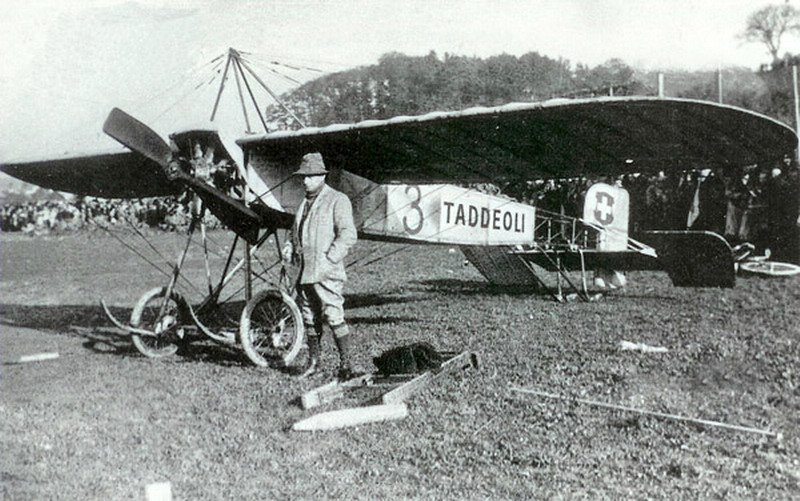
Émile Taddéoli et son monoplan Morane-Borel vers 1911-1913.

La société est fondée par Gabriel Borel au 22 bis et 22 ter, boulevard Bourdon à Neuilly-sur-Seine. Gabriel Borel et son frère créent une école d'aviation à Mourmelon en 1909. Lors des débuts, ils vendent des avions de Blériot Aéronautique avant de construire eux-mêmes des aéroplanes jusqu'en 1911. En 1911, Gabriel Borel, Raymond Saulnier, Robert Morane et Léon Morane s'associent pour créer la Société anonyme des aéroplanes Morane-Borel-Saulnier. Ils construisent le monoplan Morane-Borel. Cette association cesse lors du partage du prix de la course aérienne Paris-Madrid, gagnée par leur avion piloté par Védrines. Ils ont également des ateliers au no 64 quai National à Puteaux.
Un encart commercial dans la presse donne comme renseignements l'école d'aviation à Buc-Chateaufort, la traversée de l'Adriatique et Paris-Berlin.
Entre 1910 et 1914, Borel conçoit une série de monoplans et hydravions. L'entreprise produit aussi des Morane-Saulnier puis pendant la Première Guerre mondiale des Caudron, Nieuport et Spad.
L'usine, située à Mourmelon, a été temporairement contrainte à fermer lors du déclenchement de la Première Guerre mondiale qui a vu la plupart de ses travailleurs enrôlés dans la armée. Borel rouvre ses portes en novembre 1915 pour produire des avions militaires pour la France sous licence d'autres fabricants, y compris Caudron, Nieuport et SPAD.

## Sous-traitance
Les établissements à Neuilly-sur-Seine possèdent un atelier de camouflage. Après la Première guerre mondiale, Borel est restructuré en Société générale des constructions industrielles et mécaniques (SGCIM).
A partir de 1936, Borel est désormais un sous-traitant de la Société nationale des constructions aéronautiques du Sud-Ouest, avec une longue expérience des avions et hydravions dans ses Ateliers de la Jatte à Neuilly-sur-Seine. Gabriel Borel reste un gestionnaire médiocre à la fâcheuse réputation, ayant connu de nombreuses difficultés dans ces entreprises. La politique de réarmement puis la Seconde guerre mondiale permettent de le remettre une nouvelle fois en selle.

## Installation en Mayenne

### Un rapide décollage
C'est en octobre 1935, que naît le projet d'implantation d'une usine de pièces d'aéronautique à Laval. Le choix de cette ville s'explique par sa position à l'arrière en cas d'un éventuel conflit du type de la Première guerre mondiale. Il en est de même pour la délocalisation de la Société Générale.
« « Dès 1935, une rumeur fait frissonner les responsables de l'économie lavallois. Devant la menace d'une nouvelle guerre avec l'Allemagne, l'État souhaite décentraliser les industries travaillant pour la Défense nationale, et Laval peut être choisie pour implanter une industrie métallurgique axée sur la construction aéronautique. » Jacques Carlier. »
Ce projet ne soulève aucun enthousiasme au sur le plan local. Les membres de la Chambre de commerce et d'industrie de la Mayenne ne voient pas cette arrivée d'un très bon œil, redoutant l'installation d'un « secteur perturbateur du secteur social venant troubler celui en place axé sur le textile, bien tenu en main par les grandes familles locales appliquant des salaires bien inférieurs à ceux de l'industrie ». Le patronat local redoute l'arrivée d'une grosse industrie, qui se traduirait par des salaires plus élevés, une main d'oeuvre en partie étrangère au département, et peut-être plus rompue aux luttes syndicales.

### L'implantation
La menace de guerre précipite l'implantation. Le 4 octobre 1939, la société anonyme Borel est créée, un mois après la Déclaration de guerre. Elle s'installe rue de l'Ermitage, dans l'alignement de la Gare, et du viaduc qui supporte la ligne de chemin de fer Paris-Brest. Choix discutable car cible idéale pour les bombardements. L'entreprise va être dirigée pendant 10 ans, au titre d'Ingénieur-Directeur par Vincent André, qui possède une grande compétence technique, et une expérience du sujet. Le président, Gabriel Borel, resté à Paris, l'usine lavalloise est donc dirigée par Vincent André, secondé par son fils Georges au poste de directeur commercial.

### LaDrôle de guerre
Le démarrage de l'usine est foudroyant : 15 au 15 septembre 1939, 495 à la fin de 1939, 1 100 en juin 1940. Borel est alors la première usine du département de la Mayenne. Beaucoup de ces ouvriers viennent de la Région parisienne, qu'ils soient affectés spéciaux ou non. D'autres ouvriers sont locaux, pour la plupart des artisans ou des ouvriers serruriers. Les ouvriers s'installent dans deux immenses halls en béton. Le magasin des tôles comporte un étage dédié à la chaudronnerie et à la soudure. Autour, une série de constructions légères accueille des bureaux techniques, un atelier de machines outils, un autre de montage de radiateurs ou encore un laboratoire.
Pendant la Drôle de guerre, et le printemps 1939, les commandes de la Société nationale des constructions aéronautiques du Sud-Ouest affluent : radiateurs d'hydravions, pièce pour le Morane-Saulnier MS.406, le Lioré et Olivier LeO 451, le Lioré et Olivier LeO H-43. La production dépasse le plan. Sept wagons quittent chaque jour la gare de Laval chargés de radiateurs d'avion et de composants de chaudronnerie en alliage léger. Le chiffre d'affaires s'élève à plusieurs millions de francs par moies, et on prévoir l'embauche de 2 000 ouvriers supplémentaires, mais les Allemands arrivent.

### La Zone libre, le retour à Laval
Pour que l'entreprise ne tombe pas aux mains des Allemands, un repli a été prévu sur Niort, Mussidan et surtout Agen. En désordre, 1 000 ouvriers descendent vers le Sud. Chargé sur des péniches, le matériel ne suit pas toujours. A Agen, en Zone libre, Vincent André tente de créer une nouvelle affaire, mais, les ouvriers étaient rentrés chez eux. Il revient à Laval le dernier. L'entreprise redémarre au début de 1941 avec 283 ouvriers. Jusqu'en juin 1941, l'entreprise travaille uniquement pour la France : gazogènes, générateurs à acétylène, matériel de laiterie. Borel renoue avec la  Société nationale des constructions aéronautiques du Sud-Ouest et finit ses pièces pour le Lioré et Olivier LeO H-43.

### À destination de l'Allemagne
À partir de juin 1941, Borel travaille pour le compte de l'Allemagne. Les premières commandes arrivent le 6 juin 1941, deux semaines après l'Opération Barbarossa. Comme 28 autres entreprises mayennaises, l'usine est « protégée » par l'Occupant. L'usine est classée Rüstung [armement], elle dispose d'une protection absolue, et ne manquera jamais de matières premières, et disposera toujours de réserves.
Les rapports avec l'Occupant sont :
- indirects : Borel est sous traitant pour l'aéronautique (Société nationale des constructions aéronautiques du Sud-Ouest, Société nationale des constructions aéronautiques du Nord, qui elle-même travaille pour l'Allemagne. Les pièces fabriquées étaient montées sur les avions à Sartrouville[1].
- directs : Borel a des commandes de trois entreprises allemandes[1] : la Neue Kubkler-Crud-Flugzeugfabrik à Berlin, l'Auto Union à Chemnitz, et surtout la Süddeutsche Kühlerfabrik à Stuttgart. Les pièces fabriquées consistent en cadres et cloisons pour le Dornier Do 24, verrières de cabines, capots, raccordement d'empennage, grilles pour atterrissage et surtout des radiateurs à bain d'huile[16].

Pour honorer ses commandes, l'usine est équipée. Il a été aussi nécessaire de réembaucher des ouvriers. Les effectifs remontent régulièrement, jusqu'en 1944.
| Année | Chiffre d'affaires. | Main-d'œuvre |
| ----- | ------------------- | ------------ |
| 1939  | 0                   | 0            |
| 1940  | 2                   | 1 100        |
| 1941  | 8                   | 300          |
| 1942  | 9                   | 500          |
| 1943  | 12                  | 750          |
| 1944  | 26                  | 900          |
| 1945  | 16                  | 300          |
| 1946  | 6                   | 400          |
| 1947  | 3                   | 350          |
| 1948  | 8                   | 200          |

### Le personnel
Le personnel est recruté, permettant aux jeunes, formés sur place, pendant trois ans à l'école professionnelle, d'échapper au service du travail obligatoire (STO),. Environ 200 femmes pratiquent les soudures délicates. Les ouvriers travaillent 44 heures par semaine, dont 4 le samedi matin. il n'existe pas de chaînes chez Borel. Le nombre d'employés est en réalité supérieur aux besoins réels de l'entreprise. Selon des témoignages, le sur-effectif est estimé à 200 personnes.
Sous l'occupation allemande, Vincent André encourage vivement la pratique sportive dans son usine, avec le Laval Aéronautique Club, société sportive de l'usine préparant à tous les sports, et avec une équipe de football par atelier. L'entreprise noue des liens étroits avec les clubs sportifs de Laval, dont le Stade Lavallois où ses meilleurs joueurs ont souvent un emploi réservé à l'usine.
Pendant la Seconde Guerre mondiale, le championnat de football est suspendu mais le Stade lavallois continue à jouer, avec quelques Lavallois et des joueurs salariés des Établissements Borel qui évitent ainsi d'être requis pour le service du travail obligatoire (STO) en Allemagne. Le directeur de l'entreprise Vincent André recrute de nombreux sportifs, et noue des liens étroits avec le Stade lavallois : ses meilleurs joueurs ont souvent un emploi réservé à l'usine, comme le gardien William Bambridge. Dans L'Ouest-Éclair du 18 juin 1941, l'industriel justifie cette politique, ayant été rappelé à l'ordre par le Commissariat général à l’Éducation et aux Sports, dirigé par Jean Borotra, dans les gouvernements du régime de Vichy. Celui-ci, partisan de la pratique populaire du sport et opposé à sa professionnalisation, cherche à promouvoir le sport amateur.
Il n'a été trouvé qu'une seule trace écrite d'acte de Résistance dans l'entreprise, alors que celle-ci ne travaillait pas encore pour l'Allemagne. Les témoignages oraux confirment des mécanismes de résistance passive. Cette attitude n'empêche pas l'évolution du chiffre d'affaires de l'entreprise, de 1943 à 1944.

## Le système social
Vincent André va mettre en place son système social en place à partir de décembre 1942 : une « Révolution sociale », selon Jacques Carlier, qui assure la fonction de contrôleur, les ouvriers, qualifiés d'« associés », perçoivent un « salaire proportionnel », une participation aux bénéfices.

## Les turbulences de la Libération (1944-1945)
Sans surprise, le viaduc et l'usine sont bombardés le 15 juin 1944. L'immeuble des ouvriers est touché, le bâtiment des machines outils est soufflé, ainsi qu'une partie du grand hall où sont assemblées les coques d'hydravions. Le 24 juillet 1944, un nouveau bombardement détruit les ateliers de radiateurs.
À la Libération, Vincent André doit rendre des comptes au Comité départemental de la Libération de la Mayenne. Il effectue deux séjours en prison, avant d'être finalement blanchi. Le PDG Gabriel Borel se suicide en septembre 1945,. Vincent André et l'entreprise sont condamnés par le Comité départemental de confiscation des profits illicites (CDCPI) avec une condamnation personnelle, et une condamnation pour l'entreprise. André est acquitté devant la Commission d'épuration professionnelle
André est alors devenu le seul responsable de la firme. On ne lui reproche pas d'avoir travaillé pour les Allemands, mais d'avoir instauré le salaire proportionnel, alors que celui-ci n'existait pas quand l'entreprise travaillait pour la Défense Nationale. Vincent André se défend tout azimuts, et condamner Borel équivaudrait à ruiner l'industrie française.

## La bataille de la Production (1945-1947)
Du fait de la mort de Gabriel Borel, la société anonyme réaménagée voit augmenter la part de la famille André, le fils Georges entrant au Conseil d'administration. La firme va maintenant produire sous la marque BORAND, contraction de Borel et André. Invitée à la Libération de la France par le général Martial Valin à se tenir à la disposition de l'armée américaine, l'entreprise redémarre avec 300 ouvriers, mais en réalité ne travaille que pour la France.
Peu après la Libération de la France, la Direction technique et industrielle, crée à la suite d'INDAERO, accepta le montage technico-industriel entre l'entreprise et Max Holste, pour l'étude et la construction d'un prototype qui devient le Max Holste MH-52. Max Holste domicilie son bureau d'études à Laval, et entreprend avec Vincent André la construction du Max Holste MH-52 à partir du 12 janvier 1945, qui est la date de l'accord de mise en application entre Holste et Borel. En moins de 200 jours, l'avion fut réalisé, et le premier vol eut lieu le 23 juillet 1945. A force de volonté, Max Holste et l'entreprise Borel, avaient réussi à être les premiers à faire voler un prototype après le 8 mai 1945.
En mai 1945, le carnet de commandes est plein : blocs d'eau, réservoirs, radiateurs, différentes pièces mécaniques pour le comte de 3 ministères (Air, Guerre et Reconstruction). Le 20 juin 1945, le ministère de l'Air assure que Borel reste sur la liste des entreprises privées de province qui continueront leur programme de fabrication pour l'aéronautique. Le Comité d'Entreprise décide de continuer et intensifier si possible les effeorts faits depuis janvier 1945 pour le relèvement de l'usine. Cette volonté et cet optimisme viennent surtout du succès prometteur du Max Holste MH-52.

## Les ailes brisées (1947-1949)
Le problème majeur est lié aux deux bombardements de 1944. Les dégâts évalués par un expert sont de 43 millions de Francs ; le Ministère de la Reconstruction et de l'Urbanisme (MRU) donne son accord pour une indemnisation de 35 millions. L'entreprise réalise pour 24,7 millions de travaux mais ne reçoit que 12,5 millions de la part du Ministère. L'Office de la grosse et moyenne mécanique puis le Ministère de l'Air se prononcent pour la reconstruction de Borel. Les députés Camille Lhuissier et Robert Buron interviennent dans le même sens. Le préfet Richard Pouzet demande le classement de l'entreprise comme prioritaire, afin d'obtenir vite le paiement intégral de l'indemnité prévue, mais les relations entre André et les services départementaux de la Reconstruction sont exécrables. Pour 1947, Borel est déclaré non prioritaire, et ne recevra aucun crédit de reconversion.
Dès le mois de décembre 1945, le Ministre de la Reconstruction et de l'Urbanisme déconseille à André de poursuivre ses fabrications aéronautiques, Les programmes d'aviation se trouvant maintenant absorbés par les usines nationalisées, sous l'influence de Charles Tillon, alors ministre de l'Air, de l'Armement et de la Reconstruction. Après l'échec commercial du Max Holste MH-52 qui ne sera produit qu'à 13 exemplaires. La direction cherchait avec une énergie farouche toutes les commandes qui pouvaient assurer du travail et maintenir en vie cette usine. En 1947, elle a plus de 100 millions de francs de commande grâce au Plan Monnet. A la fin de l'année, il ne reste que 10 millions de francs en trésorerie. la Banque nationale pour le commerce et l'industrie déclare la situation sérieuse. En avril 1948, Borel doit 30 millions de francs à la Sécurité sociale, n'ayant pas payé la part patronale. En avril 1949, l'entreprise doit encore 17 millions.
Des difficultés de trésorerie, l'échec commercial du Max Holste MH-52 et une absence de soutien des politiques locaux envers André ont finalement raison des Établissements Borel en 1949. Daniel Mayer propose alors le rachat de l'entreprise par Brandt le 6 juillet 1949. La nouvelle entreprise devient la SCOMAM (Société de Construction Mécanique et Aéronautique de la Mayenne). Les anciens dirigeants démissionnent du Conseil d'Administration. Brandt paie les dettes, le reste des profits illicites impayés.
Vincent André, qui avait conservé un emploi de cadre à la SCOMAM, se retire au bout de quelques années, et meurt en 1958.
La SCOMAM abandonne peu à peu le secteur aéronautique au profit des réservoirs et des radiateurs. Une petite équipe, sous l'autorité de Jacques Carlier, termina les avions MH-52 commandés. Les fuselages, les ailes, et les restes de la mini-série furent ferraillés. En 1963, Chausson prend le contrôle de la SCOMAM, et s'installe en 1964 dans la zone industrielle des Touches à Laval.

## Liste des appareils
- Le monoplan BO 1-19 (1909-1914) ;
- Le BO 11 (jusqu'en 1919).
- Le Borel-Ruby, 1913, mitrailleuse à l'avant, hélice à l'arrière, envergure : 9 mètres, longueur : 7 mètres, moteur Gnôme 70 cv, concepteur Frédéric Ruby.
- Le Max Holste MH-52.

## Pilotes
- Léonce Ehrmann
- Edmond Audemars (1882-1970)